# 栃幸大英樹
栃幸大 英樹（とちこうだい ひでき、1999年1月9日 - ）は、静岡県三島市出身で、春日野部屋所属の現役大相撲力士。本名は鈴木 英樹（すずき ひでき）。身長178.3cm、体重125.5kg。最高位は西幕下9枚目（2023年1月場所）。

## 来歴
中央大学相撲部出身の父の影響で、小学校2年時から三島少年相撲クラブに通って相撲の稽古を積み、同クラブOBの磋牙司の胸を借りる機会もあった。飛龍高等学校3年時に国体でベスト8の実績を残している
高校卒業後は、飛龍高校OBの栃飛龍に誘われて大相撲の春日野部屋へ入門し、2017年3月場所で初土俵を踏んだ。前相撲は二番出世。2018年1月場所は三段目の地位で7戦全勝としたが、優勝決定戦で魁勝に敗れて三段目優勝を逃した。翌3月場所で幕下に昇進したが、場所前に右足首を捻挫して3番休場し、4番目から出場したものの白星を挙げることは出来なかった。三段目に番付を下げて3場所目の同年9月場所では再び7戦全勝としたが、優勝決定戦で朝興貴に敗れてまたも三段目優勝を逃した。その後しばらく幕下と三段目を往復する時期があったが、2020年7月場所以降は幕下の地位に定着している。2022年11月場所で初の幕下15枚目以内となる西幕下12枚目で4勝3敗と勝ち越した。
2023年夏巡業で打診を受けたことで、同年の秋巡業2日目の10月6日の松本場所から弓取式を行うようになり、2023年10月11日の焼津場所では三島市から駆けつけた両親も見守る前で披露。4年前の焼津場所にも付け人として参加していたが、この日は結びの一番後に巡業の締めを飾る大役付き。弓取式では幕下以下でも大銀杏を結えるルールだが「これ（大銀杏）で本場所相撲を取れるように頑張ります」と抱負を語った。

## 主な成績
2025年7月場所終了現在

### 通算成績
- 通算成績：179勝160敗4休（50場所）

### 場所別成績
| | 一月場所 初場所（東京） | 三月場所 春場所（大阪） | 五月場所 夏場所（東京） | 七月場所 名古屋場所（愛知） | 九月場所 秋場所（東京） | 十一月場所 九州場所（福岡） |
| --- | ----------------------- | ----------------------- | ----------------------- | --------------------------- | ----------------------- | --------------------------- |
| 2017年 （平成29年） | x                       | （前相撲）              | 西序ノ口12枚目 5–2      | 東序二段70枚目 5–2          | 東序二段27枚目 5–2      | 西三段目90枚目 4–3          |
| 2018年 （平成30年） | 西三段目71枚目 7–0      | 東幕下46枚目 0–4–3      | 東三段目22枚目 2–5      | 東三段目48枚目 3–4          | 東三段目63枚目 7–0      | 西幕下37枚目 3–4            |
| 2019年 （平成31年 /令和元年） | 西幕下45枚目 2–5        | 西三段目3枚目 3–4       | 東三段目12枚目 3–4      | 西三段目29枚目 5–2          | 東三段目5枚目 4–3       | 西幕下55枚目 4–3            |
| 2020年 （令和2年） | 東幕下46枚目 2–5        | 東三段目7枚目 5–2       | 感染症拡大 により中止   | 東幕下44枚目 4–3            | 西幕下33枚目 4–3        | 西幕下25枚目 2–5            |
| 2021年 （令和3年） | 東幕下43枚目 4–3        | 西幕下34枚目 3–4        | 東幕下42枚目 5–2        | 西幕下26枚目 3–4            | 西幕下33枚目 5–2        | 東幕下20枚目 4–3            |
| 2022年 （令和4年） | 西幕下16枚目 3–4        | 東幕下21枚目 2–5        | 東幕下35枚目 2–5        | 東幕下50枚目 6–1            | 西幕下20枚目 5–2        | 西幕下12枚目 4–3            |
| 2023年 （令和5年） | 西幕下9枚目 2–5         | 東幕下21枚目 3–4        | 西幕下32枚目 4–3        | 西幕下26枚目 4–3            | 東幕下20枚目 2–4–1      | 西幕下32枚目 4–3            |
| 2024年 （令和6年） | 東幕下27枚目 3–4        | 西幕下33枚目 4–3        | 西幕下26枚目 2–5        | 東幕下44枚目 4–3            | 西幕下33枚目 5–2        | 西幕下18枚目 1–6            |
| 2025年 （令和7年） | 東幕下47枚目 4–3        | 西幕下37枚目 3–4        | 東幕下47枚目 4–3        | 東幕下36枚目 5–2            | x                       | x                           |
| 各欄の数字は、「勝ち-負け-休場」を示す。 優勝 引退 休場 十両 幕下 三賞：敢=敢闘賞、殊=殊勲賞、技=技能賞 その他：★=金星 番付階級：幕内 - 十両 - 幕下 - 三段目 - 序二段 - 序ノ口 幕内序列：横綱 - 大関 - 関脇 - 小結 - 前頭（「#数字」は各位内の序列） |                         |                         |                         |                             |                         |                             |

## 改名歴
- 栃幸大 英樹（とちこうだい ひでき）2017年3月場所 -